# عبارة سوقية
العبارة السُّوقِيَّة هي لفظ أو عبارة تنتمي إلى اللغة لتدل على أشياء أو عمليات أو وظائف لها وجود فعلي ولكن يُعاب ذكرها في المجتمعات العامة، ومثال ذلك أسماء كل الوظائف الطبيعية والميول الجنسية المختلفة التي يتصل بها الإنسان. على أن تغير الظروف الاجتماعية له أثر في النظرة إلى هذه الألفاظ والعبارات. قد تقرب هذه الألفاظ من الفحش والبذاءة.